# Rodolfo Caicedo
Rodolfo Caicedo (Pocrí de Aguadulce, Panamá, 10 de marzo de 1868 - Villa de Los Santos, 26 de septiembre de 1905) fue un poeta panameño. tenía carácter aventurero y fama de ser un hombre bohemio. Participó en la guerra civil de 1885 del lado conservador. Usó el seudónimo de «Juan sin Tierra».

## Obras
- Las queseras del medio, 1888. Batalla donde se destacó el general José Antonio Páez, prócer de la independencia venezolana.
- El libertador, 1891. En honor del prócer venezolano Simón Bolívar.
- Ensayos poéticos, 1891.
- Batalla de Panamá, 1902.
- Paz y progreso, 1904.
- La loca americana, 1911.

Colaboró en periódicos diversos, y en 1893 fundó El Esfuerzo, en David. Además de poesía civil, escribió poesía amorosa y fábulas.